# Acacia prismifolia
Acacia prismifolia é uma espécie de leguminosa do gênero Acacia, pertencente à família Fabaceae.